# Рижій південний
Рижій південний, рижій румелійський (Camelina rumelica) — вид рослин з родини капустяних (Brassicaceae), рідний для центральної, східної та південно-східної Європи, а також частин помірної та тропічної Азії та для Алжиру.

## Опис
Однорічна рослина 15–60 см заввишки. Пелюстки 6–7 мм довжиною, лінійно-лопатеві, удвічі довші від чашечки. Стручечки 5–7 мм завдовжки і 3–4 мм завширшки. Трава заввишки 20–100 см. Внизу рослина густо вкрита поодинокими волосками довжиною 2.5–3.5 мм, вгорі зазвичай гола. Листки при землі в розетці, обернено ланцетоподібні, зазвичай не сохнуть під час цвітіння; стеблові листки подовжено ланцетні або обернено ланцетоподібні, сидячі. Суцвіття розріджене. Чашолистки овально-ланцетні, довжиною 3–4.5 мм. Пелюстки 5–9 мм завдовжки, блідо-жовті, білясті після цвітіння. Насіння довжиною ≈ 1.5 мм, жовто-коричневі.

## Поширення
C. rumelica є рідною рослиною для центральної, східної та південно-східної Європи, а також частин помірної та тропічної Азії та для Алжиру; натуралізований у ПАР, США, Австрії, Чехії, Італії, Чорногорії; інтродукований до деяких інших країн західної та середньої Європи. Цей вид трапляється на піщаних ґрунтах в оброблюваних землях та на узбіччях доріг.
У Словаччині C. rumelica перебуває під критичною небезпечна (CR), а в Угорщині має статус DD.
В Україні вид зростає на півдні Степу (в Одеській, Херсонській, Миколаївській і Запорізькій області) і в Криму, часто.

## Використання
Дикий родич і потенційний донор генів для культивованої C. sativa.